# Delran

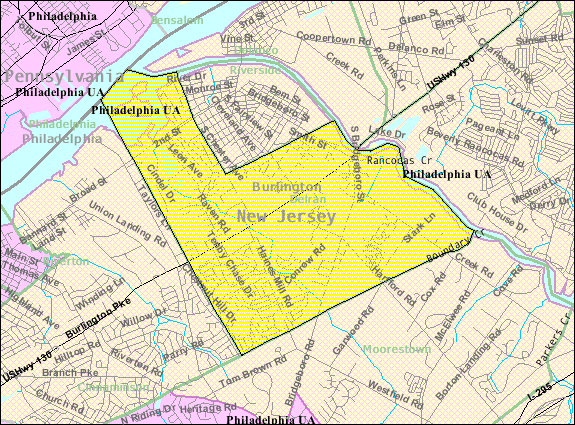
Carte du canton en 2008).

Delran Township est un canton du comté de Burlington, dans le New Jersey, aux États-Unis. Selon le recensement des États-Unis de 2010, la population du canton était de 16 896 habitants, soit une augmentation de 1 360 (+ 8,8%) par rapport aux 15 536 comptés au recensement de 2000, eux-mêmes en augmentation de 2 358 (+ 17,9%) par rapport aux 13 178 comptés au recensement de 1990.

## Personnalités notables
- Carli Lloyd (née en 1982), joueuse de football féminin.